# Geranium yesoense
Geranium yesoense är en näveväxtart som beskrevs av Adrien René Franchet och Paul Amédée Ludovic Savatier. Geranium yesoense ingår i släktet nävor, och familjen näveväxter. Inga underarter finns listade i Catalogue of Life.